# امامزاده بابااحمد
امامزاده بابااحمد، روستایی از توابع بخش اندیکا شهرستان مسجدسلیمان در استان خوزستان ایران است.	

## جمعیت
این روستا در بخش مرکزی شهرستان اندیکا و در مسیر جاده قلعه خواجه به شهرلالی قرار دارد .در ۲۰ کیلومتری شهر قلعه خواجه و از ابتدای پل تلوک به سمت راست که بروید بعد ازسه کیلومتر به روستا می رسید. از مکانهای دیدنی و باستانی حمام آب گرم که قدمتی هزارساله دارد و دیگر مکان زیارتی امامزاده بابااحمد می‌باشد . امامزاده باوامد  پیر طایفه بامدی از ایل بختیاری می باشد . براساس سرشماری مرکز آمار ایران در سال ۱۳۸۵، جمعیت آن ۳۵۰ نفر (۵۳خانوار) بوده‌است.